# Banjo brez prečk
Fretless banjo je banjo, ki nima prečk. Tehnika igranja je enaka tehniki igranja, kot jo ima fretless kitara.

## Zgodovina
Prvi zapisi in pričevanja o fretless banju segajo v leto 1620 - Afrika. Domorodci so igrali preprosta glasbila, na katera so napeli živalske kože. Vrat je bil fretless, torej : brez prečk. Ti inštrumenti so imeli od dve do šest strun. Kakorkoli že, pred letom 1870 se banjo s prečkami ni izdeloval. Fretless banjo se je kot alternativa prečkatemu ohranjal vse do začetka 20. stoletja, potem pa je poniknil, a je še danes del ljudskega izročila v zaprtih glasbenih krogih, ki prisegajo na starodavni tradicionalni inštrument, ki prečk ni imel.